# ميدان الجيزة
ميدان الجيزة هو أحد أكثر ميادين مدينة الجيزة المصرية شهرة.
يقع الميدان في بداية شارعي شارع الاهرام وشارع فيصل والمنيب وشارع الجامعة وشارع مراد.
ومن أهم معالم الميدان وجود كوبري الجيزة كما تم في عام 2008 إنشاء نفق الجيزة.
كما يوجد بالميدان مقر كلية الطب البيطري - جامعة القاهرة، ومجمع الجيزة و محكمة الجيزة ومستشفي الطلبة التي تم انشائُها قرب محطة لمترو الأنفاق بالقرب من الميدان تُسمى بالجيزة وهي محطة علوية أعلى نفق الهرم.
وبجانب هذه المحطة يوجد محطة قطار الوجة القبلى محطة الجيزة.
و بسبب وجود محطة حافلات وموقف لسيارات السرفيس بالميدان، يواجه المارة وقائدي المركبات
صعوبة هائلة في تجاوز هذا الميدان الحيوي.